# Occhio (Unternehmen)
Die Occhio GmbH ist ein Leuchtenhersteller für den Wohn- und Objektbereich mit Sitz in München, Bayern.

## Geschichte
Im Jahr 1999 wurde Occhio von dem Designer und Unternehmer Axel Meise gegründet. Im selben Jahr brachte die Firma mit dem modularen Leuchtensystem „Occhio Puro“ ihr erstes Produkt auf den Markt. Der erste Occhio-Store wurde 2005 in München in Haidhausen eröffnet. Auf Grund des ab 2009 stufenweise in Kraft getretenen Verbots von Glühbirnen und Halogenlampen, stellte Occhio die Produktion zunehmend auf LED-Technik um und begann, in diesem Bereich eigene Elektronik zu entwickeln.
Im Jahr 2017 wurde das Unternehmen Mitglied des Unternehmensverbands Meisterkreis Deutschland. Ein Jahr später übernahm das auf Mittelstandsbeteiligungen spezialisierte Finanzunternehmen EMH 44 Prozent der Anteile von Occhio. Ebenfalls 2018 stattete Occhio neben weiteren deutschen Designern das Thomas-Mann-Haus in Los Angeles aus.
2019 wurden Occhio-Geschäfte in Hamburg und Guangzhou eröffnet, ein Jahr später folgte ein weiteres Geschäft in Mumbai.
Im Juli 2020 wurde Benno Zerlin Geschäftsführer von Occhio an der Seite von Axel Meise; seit 2021 ist Susann Meise ebenfalls Geschäftsführerin. 2022 trat Axel Meise aus der Geschäftsführung von Occhio aus, leitet aber weiterhin Produkt, Design und Innovation sowie die Marke.
Weitere Occhio-Niederlassungen wurden im Jahr 2021 in Mailand, Berlin, Stockholm und Dubai eröffnet.

## Unternehmensstruktur
Im Geschäftsjahr 2021/22 hatte die Occhio GmbH 183 Mitarbeiter und erwirtschaftete einen Umsatz in Höhe von 104,6 Millionen Euro. Der Unternehmenssitz befindet sich in München.

## Produkte
Occhio stellt modulare Leuchten- und Strahlersysteme für private und gewerbliche Räume und Gebäude her. Dies umfasst Decken-, Raum-, Pendel- und Bogenleuchten sowie Stehleuchten. Die Leuchten verfügen über verstellbare Farbtemperatur bzw. Lichtfarbe und können mittels Bluetooth über eine App oder mit einer Fernsteuerung sowie durch Gestensteuerung bedient werden.